# Allium turtschicum
Allium turtschicum är en amaryllisväxtart som beskrevs av Eduard August von Regel. Allium turtschicum ingår i släktet lökar, och familjen amaryllisväxter. Inga underarter finns listade i Catalogue of Life.